# Henare
Henare est un patronyme et prénom masculin maori, à l'origine une adaptation du prénom anglais Henry, et pouvant désigner :

## Patronyme
- Bryan Henare (en) (né en 1974), joueur néo-zélandais de rugby
- George Henare (en) (né en 1974), joueur néo-zélandais de rugby
- James Henare (en) (1911-1989), chef tribal maori
- Paul Henare (né en 1979), joueur néo-zélandais de basket-ball
- Peeni Henare (né en 1980), homme politique néo-zélandais
- Richard Henare (en), joueur néo-zélandais de rugby
- Robert Henare (en) (né en 1978), joueur néo-zélandais de rugby
- Tau Henare (en) (né en 1960), homme politique maori
- Taurekareka Henare (1877/78-1940), homme politique maori
- Toa Henare (né en 1992), lutteur professionnel néo-zélandais

## Prénom
- Henare Te Raumoa Balneavis (en) (1880-1940), interprète et administrateur néo-zélandais
- Henare Kaihau (en) (c. 1854-1920), homme politique maori
- Hēnare Kōhere (en) (1880-1916), officier néo-zélandais de la Première Guerre mondiale
- Henare Matua (en) (c. 1838-1894), chef tribal néo-zélandais
- Henare Potae (en) (?-1895), chef tribal maori
- Henare Wiremu Taratoa (en) (c. 1830-1864), missionnaire et chef de guerre maori
- Henare Te Atua (en) (mort en 1912), chef tribal maori
- Henare Wepiha Te Wainohu (en) (1882-1920), chef tribal néo-zélandais
- Hēnare Mātene Te Whiwhi (en) (?-1881), chef tribal néo-zélandais
- Henare Tomoana (c. 1820-1904), chef tribal et homme politique néo-zélandais
- Henare Uru (en) (1872-1929), homme politique néo-zélandais